# SV OSS '20
SV O.S.S.'20 (Sportvereniging Oefening Staalt Spieren 1920) is een amateurvoetbalvereniging uit Oss, Noord-Brabant, Nederland.

## Algemeen
De vereniging werd op 1 juni 1920 opgericht. Thuishaven is het “Sportpark de Rusheuvel”.
Geschiedenis
Bij de oprichting werd de naam S.V. '20 aangenomen en sloot de club zich aan bij de Roomsch Katholieke Federatie (RKF). In 1927 volgde de overstap naar de Brabantsche Voetbalbond (BVB). In 1928 werd er ook een atletiekafdeling opgericht. Er bleef binnen de club discussie over de overgang naar de neutrale Brabantse bond en in 1933 keerde de club terug in de RKF. In 1939 werd de naam veranderd in SV O.S.S.'20. In 1940, tijdens de Tweede Wereldoorlog, vond de grote fusie plaats van alle voetbalbonden tot de huidige KNVB. In 1955 werd een fusievoorstel met SV TOP en daarmee toetreding tot het profvoetbal afgewezen door de leden.

## Standaardelftallen

### Zaterdag
Het standaardelftal in de zaterdagafdeling speelt in het seizoen 2023/24 in de Derde klasse van het KNVB-district Zuid-I. In het seizoen 2022/23 werden ze kampioen van de vierde klasse en promoveerde ze naar de derde klasse zaterdag voor het seiozen 2023/2024.

#### Competitieresultaten 2021–2023
| - 4E |

| 2 4F |

| 1 4F |

| ? 3D |

| Derde klasse | Vierde klasse |

### Zondag
Het standaardelftal in de zondagafdeling speelt in het seizoen 2020/21 in de landelijke Derde divisie.
In 2009 werd dit elftal klassekampioen van de Eerste klasse (1C) van district Zuid-I. Hierdoor speelde de club in het seizoen 2009/10 in de Hoofdklasse (zondag B), toenmalig het hoogste amateurniveau, waaruit de club na een seizoen weer degradeerde. Na vier seizoen werd de Hoofdklasse weer bereikt via de nacompetitie. In 2018 werd het klassekampioen in de Hoofdklasse en promoveerde daardoor naar de Derde divisie. Hierin wist de club zich in het debuutseizoen te plaatsen voor de nacompetitie om promotie naar de Tweede divisie, maar daarin verloor het van Quick Boys. In 2020 stond O.S.S. op de eerste plaats in de Derde Divisie met een ruime voorsprong op de nummer twee. Door de coronacrisis werd de competitie voortijdig beëindigd, waardoor de club promotie naar de Tweede divisie misliep.
O.S.S. bleef tot 2024 in de Derde divisie spelen. Op 11 januari 2024 maakte het clubbestuur bekend dat vanaf het seizoen 2024/25 het zondagelftal niet ingeschreven wordt in de derde divisie. Als reden gaf het bestuur aan dat ze de jeugd beter willen laten aansluiten op de senioren en daarmee de focus op sportieve prestaties op het zaterdagelftal te leggen. Hiermee eindigt na zes seizoenen de periode van SV O.S.S '20 in de Derde Divisie.
Beker
O.S.S. deed in het seizoen 1958/59 voor het eerst mee aan de KNVB Beker voor profclubs. In de eerste ronde schakelde O.S.S. de eerstedivisionist BVV uit na strafschoppen en in de tweede ronde werd Velox uit de tweede divisie verslagen met 2-1 na verlenging. In de derde ronde was eredivisionist VVV-Venlo met 3-0 te sterk. In het KNVB Bekertoernooi van het seizoen 2019/20 werd in de eerste ronde in een thuiswedstrijd tegen stadsgenoot en profclub TOP Oss met 1-2 verloren. In het bekertoernooi van 2021/22 wist O.S.S. zich na een overwinning op HSC’21 weer te plaatsen voor het hoofdtoernooi. In de eerste ronde verloor O.S.S. met 0-2 van eredivisionist FC Twente.

#### Competitieresultaten zondagelftal 1941–2024
| 7 3H |

| 8 3H |

| 4 3H |

| 9 3H |

|  |

| 7 3D |

| 5 4B |

| 3 4B |

| 1 4D |

| 1 4C |

| 5 3B |

| 5 3B |

| 1 3B |

| 10 2A |

| 12 2A |

| 8 2A |

| 8 2A |

| 5 2A |

| 5 2A |

| 8 2A |

| 6 2A |

| 10 2A |

| 11 2A |

| 7 3B |

| 6 3B |

| 7 3B |

| 5 3B |

| 5 3B |

| 7 3B |

| 2 3B |

| 4 3B |

| 3 3B |

| 12 3B |

| 5 4A |

| 2 4A |

| 1 4A |

| 4 3B |

| 6 3B |

| 8 3B |

| 12 3B |

| 5 4D |

| 7 4A |

| 5 4A |

| 9 4A |

| 9 4A |

| 5 4A |

| 1 4A |

| 4 3B |

| 5 3B |

| 5 3B |

| 6 3B |

| 4 3B |

| 1 3B |

| 4 2A |

| 7 2A |

| 11 2A |

| 5 3C |

| 4 3C |

| 5 3C |

| 4 3C |

| 1 3D |

| 3 2H |

| 1 2H |

| 7 1C |

| 4 1C |

| 3 1C |

| 6 1C |

| 2 1C |

| 1 1C |

| 14 B |

| 2 1D |

| 6 1D |

| 5 1D |

| 3 1C |

| 4 B |

| 2 B |

| 3 B |

| 1 B |

| 6 |

| X |

| X |

| 5 |

| 14 |

| 14 B |

| Derde divisie | Hoofdklasse | Eerste klasse | Tweede klasse | Derde klasse | Vierde klasse |

In elke staaf van de grafiek staat van boven naar beneden vermeld: 
- Eindnotering

Dit is de positie die de club heeft bereikt in de competitie, zonder eventuele beslissings-, play-off- of nacompetitiewedstrijden die nodig zijn geweest om bijvoorbeeld de kampioen van de competitie te bepalen.
Indien een * achter het getal staat is de notering een tussenstand en kan het zijn dat de notering niet overeenkomt met de uiteindelijke eindstand van de competitie.
Staat er een - dan is het seizoen nog bezig en is er geen definitieve uitslag bekend.
Staat er xx op de positie van de notering, dan heeft de club vroegtijdig de competitie verlaten. Dit kan onder andere komen door terugtrekking van het team, faillissement van de club of door een uitgedeelde straf van de KNVB. In veel gevallen staat elders in het artikel de reden vermeld.
Staat er een ? dan is het resultaat uit het verleden onbekend, en is alleen de competitie of het niveau bekend van dat seizoen.
In de seizoenen 2019/20 en 2020/21 werd wegens de coronacrisis het amateurvoetbal afgebroken. Daardoor kennen deze staven geen eindklassering (middels -- weergegeven).
- Competitieniveau en afdelingsletter of Officiële eindstand Eredivisie
  - Competitieniveau en afdelingsletter

Hierbij geeft het getal het niveau weer, dat ook terug te vinden is in de legenda. De letter is de afdelingsaanduiding en wordt gebruikt wanneer er meer afdelingen zijn op hetzelfde niveau. De afdelingsletter is altijd een hoofdletter en wordt meestal zonder nummer gebruikt.
Voorbeeld: 2F is niveau 2e klasse competitie F.
Het competitieniveau en nummer wordt niet vermeld wanneer er slechts één competitie van dit niveau was.
  - Officiële eindstand Eredivisie (getal staat tussen haakjes vermeld)

Sinds de introductie van play-offwedstrijden voor Europees voetbal na afloop van de reguliere competitie in 2005/06, is de KNVB verplicht een eindstand van de Eredivisie door te geven aan de UEFA aan de hand van deze play-offwedstrijden.
Bij deze eindstand staan clubs die zich hebben gekwalificeerd voor Europees voetbal hoger dan clubs die zich niet wisten te kwalificeren. Indien er geen verschil was tussen de eindnotering en de officiële eindstand, staat dit getal niet vermeld.

- Onderafdeling

Hier staat afgekort de naam van de onderafdeling indien de club in dat jaar in een onderafdeling uitkwam. Tevens staat deze afkorting in de legenda en wordt gelinkt naar het artikel over deze onderafdeling. Deze afkorting wordt alleen vermeld wanneer de club in het verleden in verschillende onderafdelingen heeft gespeeld. Deze vermelding is in de staaf altijd in kleine letters. Deze onderafdelingen zijn na het seizoen 1995/96 afgeschaft. Heeft de club in slechts één onderafdeling gespeeld, dan is dit alleen terug te vinden in de legenda.
Onder de staaf staat het jaartal vermeld waarin het seizoen is afgesloten. 15 verwijst naar het seizoen 2014/15 of eventueel het seizoen 1914/15.
Wanneer een staaf leeg is, zijn deze gegevens niet bekend. Het kan ook zijn dat de club dat seizoen niet heeft meegespeeld op het hogere amateurniveau, vroegtijdig de competitie heeft verlaten of uit de competitie is gezet.

In het seizoen 1944/45 was er wegens de Tweede Wereldoorlog geen regulier competitievoetbal.

## Erelijst
| Prijzen                |    |                                    |
| Vierde Klasse zondag   | 4× | 1948/49, 1949/50, 1975/76, 1986/87 |
| Vierde Klasse zaterdag | 1× | 2022/23                            |
| Derde Klasse zondag    | 3× | 1952/53, 1992/93, 2000/01          |
| Tweede Klasse zondag   | 1× | 2002/03                            |
| Eerste Klasse zondag   | 1× | 2008/09                            |
| Hoofdklasse zondag     | 1× | 2017/18                            |

- Promotie zonder kampioenschap: 2013/14

## Bekende (oud-)spelers
- Furkan Alakmak
- John van Geenen
- Hans Groenendijk
- Tony de Groot
- Cees van der Linden
- Eus Marijnissen
- Herman Teeuwen
- Richard van der Venne

Berghem Sport · RKSV Cito · RKVV DESO · Herpinia · RKSV Margriet · Maaskantse Boys · MOSA '14 · NLC '03 · VV Nooit Gedacht · OKSV · SV OSS '20 · VV Ravenstein · SV Ruwaard · RKVV SBV Haren · FC Schadewijk · SDDL · SV TOP · TOP Oss · Ulysses 

Voormalig: VV Macharen · OVC '63